# Chantal Chaudé de Silans
Chantal Chaudé de Silans (Versalles, 9 de març de 1919 - Grassa, 5 de setembre de 2001) fou una jugadora d'escacs francesa, que tenia el títol de Mestre Internacional Femení des de 1950.

## Biografia i resultats destacats en competició
Va aprendre a jugar als escacs quan tenia nou anys juntament amb el seu germà el Baró de Silans, que després va esdevenir un gran aficionat. El 1932, a tretze anys, va participar en el seu primer Campionat de França d'escacs femení. El 1936, va guanyar el campionat als disset anys.
El 1939 es va casar amb Bernard Chaudé i el va seguir al Marroc a causa de la Segona Guerra Mundial. Van tornar a França el 1942 i aviat van entrar a les xarxes de la Resistència francesa.
Fou segona al Torneig Internacional d'Escacs Femenins de Barcelona de 1949, per darrere d'Eileen Betsy Tranmer.
El 1950 va participar al Torneig Internacional d'Escacs de Gijón, i hi va aconseguir 3,5 punts. Silans va representar França al torneig de Moscou, que decidia qui succeiria Vera Menchik com a campiona del món. Chantal Chaudé de Silans va estar al capdavant de la classificació durant bona part del torneig però cansada al final, acabant empatada al cinquè lloc, de setze jugadores. Tot i haver de tenir cura de quatre fills, va participar de nou al Torneig de Candidates el 1952 i el 1955 (Moscou), i de nou el 1961 (a Vrnjačka Banja), acabant respectivament empatada al vuitè lloc, empatada al 10è i al 12è lloc. Va formar part de la selecció francesa a la 9a Olimpíada d'escacs celebrada a Dubrovnik l'any 1950, essent la primera dona que va participar en la competició absoluta. També va ser la primera dona que va participar al Campionat de França d'escacs (absolut), acabant setena el 1947. El seu tercer lloc compartit el 1951 és encara avui el millor resultat d'una dona al Campionat de França.
El 1970, poc després de la desaparició de Jeanne Le Bey-Taillis, va esdevenir presidenta del club d'escacs Caïssa de París. La va gestionar voluntàriament durant més de trenta anys; mentrestant, el club va produir diversos joves talents que després es convertirien en Grans Mestres, com ara Olivier Renet, Eloi Relange, Manuel Apicella, Igor Nataf i Joël Lautier.
Va ser guardonada per la FIDE amb el títol de Mestre Internacional Femení, en la creació del títol l'any 1950.

## Partida destacada
- «Henri Grob vs Chantal Chaude de Silans».   ChessGames.com.

La partida, típica del seu estil d'atac, es va jugar durant el matx que va empatar contra Henri Grob a Zuric 1951.